# Prvenstvo Hrvatske i Slavonije u nogometu 1912./13.
Prvenstvo Hrvatske i Slavonije 1912./13. je prvo službeno nogometno natjecanje u Hrvatskoj koje je organizirao Nogometni pododbor Hrvatskog športskog saveza. 
Do početka ovog prvenstva klubovi su uglavnom igrali sa stranim klubovima, dok s domaćimm gotovo nikada. Prva utakmica prvenstva odigrana je 22. rujna 1912. Tada je AŠK Croatia pobijedila Hrvatski tipografski športski klub 1:0. Susret je sudio Branko Gavella.
Natjecanje je započelo 26. rujna 1912. godine odigravanjem prve prvenstvene utakmice između Croatie i Zagreba.

## Sustav natjecanja
Momčadi su međusobno igrale dvokružni ligaški sustav. Prvak je momčad koja je sakupila najviše bodova (pobjednik utakmice je osvojio 2 boda, neodlučeni ishod utakmice je svakoj momčadi donio po 1 bod, a poražena momčad u utakmici nije osvojila ništa).

## Sudionici natjecanja
- Prvi hrvatski građanski športski klub (Zagreb)
- Hrvatski akademski šport klub (Zagreb)
- Hrvatski šport klub Concordia (Zagreb)
- HTŠK Zagreb (Zagreb)
- Croatia (Zagreb)
- Hrvatski športski klub Ilirija (Zagreb)

HŠK Ilirija Zagreb se priključila natjecanju u proljetnom dijelu uz obvezu odigravanja i utakmica iz jesenskog dijela natjecanja.

## Rezultati
| rezultati                                    | HAŠK | CONC | GRAĐ | CROA | ILIR | TZGB |
| -------------------------------------------- | ---- | ---- | ---- | ---- | ---- | ---- |
| HAŠK (Zagreb)                                | HAŠK | 2:1  | 6:0  | 7:0  | 3:0  | 8:0  |
| HŠK Concordia (Zagreb)                       | n.o. | CONC | 9:0  | 3:2  | n.o. | 5:0  |
| 1. hrvatski građanski športski klub (Zagreb) | 1:2  | 0:5  | GRAĐ | 1:1  | 3:1  | 4:1  |
| AŠK Croatia (Zagreb)                         | n.o. | n.o. | n.o. | CROA | 2:4  | 1:0  |
| HŠK Ilirija (Zagreb)                         | n.o. | n.o. | n.o. | n.o. | ILIR | n.o. |
| HTŠK Zagreb (Zagreb)                         | 1:6* | 0:5  | n.o. | 4:2  | n.o. | TZGB |

Napomena: * Utakmica prekinuta

## Ljestvica učinka

### Jesenski dio
| mj | naziv kluba                                  | uta | pob | neo | izg | pop | prp | bod |
| -- | -------------------------------------------- | --- | --- | --- | --- | --- | --- | --- |
| 1. | HAŠK (Zagreb)                                | 4   | 4   | 0   | 0   | 23  | 1   | 8   |
| 2. | HŠK Concordia (Zagreb)                       | 4   | 3   | 0   | 1   | 18  | 4   | 6   |
| 3. | AŠK Croatia (Zagreb)                         | 4   | 1   | 1   | 2   | 4   | 11  | 3   |
| 4. | 1. hrvatski građanski športski klub (Zagreb) | 4   | 1   | 1   | 2   | 5   | 17  | 3   |
| 5. | HTŠK Zagreb (Zagreb)                         | 4   | 0   | 0   | 4   | 1   | 18  | 0   |

### Proljetni dio
Ljestvica u trenutku prekida prvenstva
| mj | naziv kluba                                  | uta | pob | neo | izg | pop | prp | bod |
| -- | -------------------------------------------- | --- | --- | --- | --- | --- | --- | --- |
| 1. | HAŠK (Zagreb)                                | 7   | 7   | 0   | 0   | 34  | 3   | 14  |
| 2. | HŠK Concordia (Zagreb)                       | 6   | 5   | 0   | 1   | 28  | 4   | 10  |
| 3. | 1. hrvatski građanski športski klub (Zagreb) | 7   | 2   | 1   | 4   | 9   | 25  | 5   |
| 4. | AŠK Croatia (Zagreb)                         | 6   | 1   | 1   | 4   | 8   | 19  | 3   |
| 5. | HŠK Ilirija (Zagreb)                         | 3   | 1   | 0   | 2   | 5   | 8   | 2   |
| 6. | HTŠK Zagreb (Zagreb)                         | 7   | 1   | 0   | 6   | 6   | 31  | 2   |

- Zbog nešportskog ponašanja igrača, izgreda gledatelja i pogreške sudaca, 1. lipnja 1913. godine iz prvenstvenog natjecanja istupili su HAŠK, Građanski i HTŠK Zagreb, te je natjecanje prekinuto.

## Sastav momčadi
HAŠK (jesenski prvak 1912.): Vladimir Šuput, Hugo Kuderna, Ivan Banfić, Oto Behrman, Ivan Lipovšćak, Leo Gollob, Mihajlo Mujdrica, Dragan Kastl, Dragutin Štancl, Janko Justin, Tomo Hombauer

## Suci
Hinko Würth, Dragutin Albrecht, Branko Gavella, František Koželuh